# Пивоваренный завод И. И. Бодалёва
Пивоваренный завод купца Ивана Ивановича Бодалёва (Пивомедоваренный завод Бодалёва, Бодалёвский пивоваренный завод № 2) — комплекс архитектурных сооружений XIX—XX веков в Ижевске, расположенный на набережной Зодчего Дудина (почтовый адрес — ул. Милиционная, 3). Является памятником архитектуры и объектом культурного наследия Удмуртской республики.

## История
В 1867 году сарапульский купец 1-й гильдии Иван Иванович Бодалёв взял в аренду от завода небольшой участок земли на берегу Ижевского пруда ниже Генеральского дома. В 1871 году он купил у Ижевского завода здание погреба пороховой пробы и открыл в нём водочный и пивомедоваренный заводы. Первые новые деревянные корпуса пивоваренного завода были построены Бодалёвым на берегу пруда в 1872 году. В первые годы существования завод обслуживали 5 рабочих.
Строительство каменного корпуса началось в 1882 году. Поскольку земля, где планировалось разместить производство, находилась в ведении Артиллерийского департамента и получить её под строительство было сложно, Бодалёв соорудил из почвы, глины и свай искусственный мыс, выдающийся в пруд, на котором были возведены корпуса предприятия. Мыс во время его существования называли Бодалёвским.
В ходе строительства Иван Иванович Бодалёв искал по всей Удмуртии качественную питьевую воду для использования на заводе. В итоге вода приемлемого качества была найдена рядом с местом стройки вблизи пруда в Полковницком ключе, названном в честь похороненного здесь полковника Фёдора Фёдоровича Венцеля — главного командира Гороблагодатских и Камских заводов, казнённого пугачёвцами.
В 1873 году водочный завод выработал продукции на 10 000 рублей, пивоваренный — на 2 000 рублей. Затем завод полностью перешёл на пивомедоварение. В 1870—80-х годах основную конкуренцию пивоваренным и винокуренным заводам Бодалева составляли предприятия сарапульского купца Семёна Гавриловича Тюнина. Впоследствии Бодалёв выиграл конкурентную борьбу, вытеснив Тюнина с рынка.

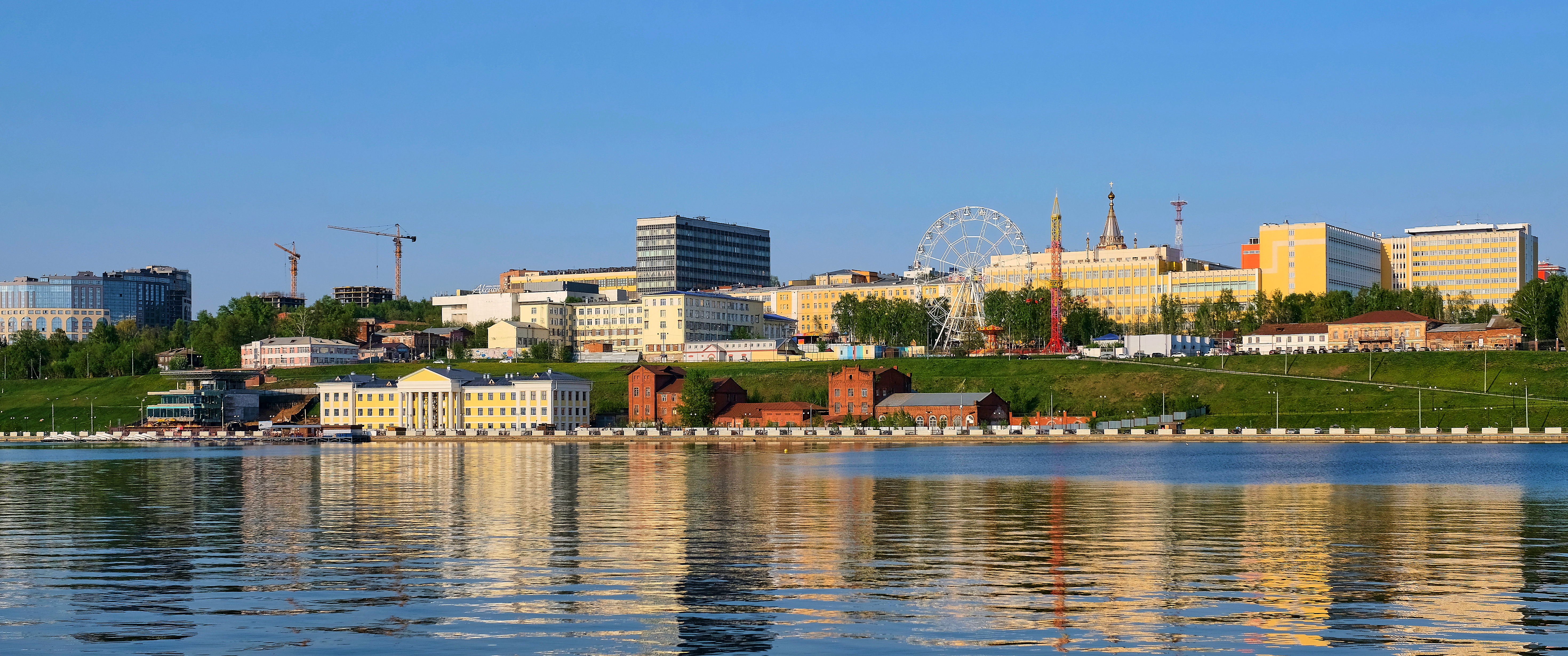
Корпуса завода (в центре) на панораме набережной Зодчего Дудина

В 1889 году территория завода расширилась, была построена 6-этажная солодовая башня, которую позднее перестроили в 4-этажную за счёт расширения оконных проёмов. В 1892 году завод потребил 7 тысяч пудов ячменя, 80 пудов хмеля, 200 пудов мёда и произвёл 28 тысяч вёдер пива и 2 тысячи вёдер медового напитка. Продукция завода продавалась в Вятской, Уфимской и Пермской губерниях.
В 1905 году завод в составе 30 взрослых и 4 малолетних рабочих произвёл 14 000 вёдер пива на общую сумму 20 000 рублей. В 1909 году завод назывался «Бодалёвский пивоваренный завод № 2», на нём работало 52 рабочих, годовая выручка составляла 122 548 рублей. Сарапульский завод Бодалёва со 106 рабочими значительно опережал Ижевский по объёмам производства.
После смерти Ивана Ивановича Бодалёва в 1906 году его собственность перешла к сыновьям Ивану и Сергею. Таким образом, в 1906 году ижевский завод вошёл в состав созданного в Сарапуле торгового дома на правах товарищества «Иван Иванович Бодалёв», а в 1912 году — в состав Ижевского торгово-промышленного товарищества на паях, объединившего все активы семьи Бодалёвых.
В отчёте губернатора Вятской губернии за 1913 год Ижевский винокуренный завод отмечен как «отличавшийся усиленной деятельностью», наряду с оружейным заводом.
В 1914 году на общественные деньги рядом со старым корпусом завода было построено здание насосной станции для обеспечения питьевой водой нагорной части Ижевска. Построенный корпус не удалось оборудовать необходимой техникой.
В 1917—1924 годах в здании располагалась общественная мельница, а затем цеха городского пивоваренного завода. В 1970-е годы в здании располагалось профессионально-техническое училище.

## Архитектура
В плане комплекс сохранившихся сооружений представляет две Г-образные постройки, соединённые переходом, и завершающиеся трёхэтажной башней. Первый этаж расположен в цоколе и отделён карнизом от верхних. В организации фасадов использованы арочные и прямоугольные окна, полосы «кирпичного» орнамента.

## Награды продукции завода

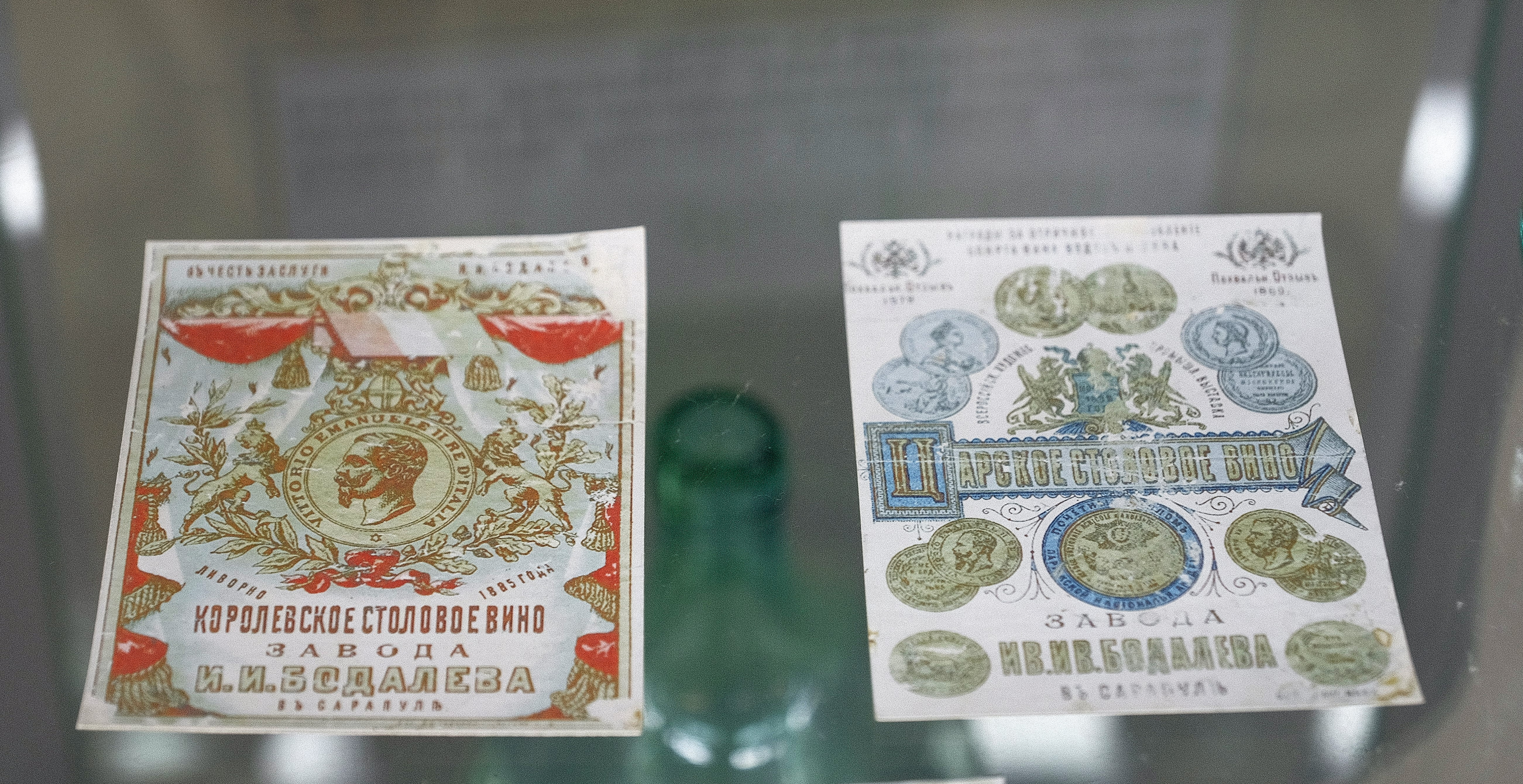
Этикетки винных бутылок заводов Бодалёва

На заводе изготавливали дрожжи, квас, вино, а также около 40 сортов пива. Продукция пивовара Бодалёва получала награды на выставках в России и за рубежом. В 1879 году во Франции «Царское столовое» вино завода И. И. Бодалёва получило похвальный отзыв. В 1885 году в Ливорно «Королевское столовое» вино было отмечено золотой медалью с изображением короля Виктора Эммануила II. Профиль короля впоследствии печатался на этикетках винных бутылок. На Сибирско-Уральской научно-промышленной выставке 1886 года Уральское общество любителей естествознания присудило И. И. Бодалёву малую серебряную медаль. В 1908 году пиву присудили гран-при на конкурсе в Гааге.

## Галерея

Сохранившиеся постройки
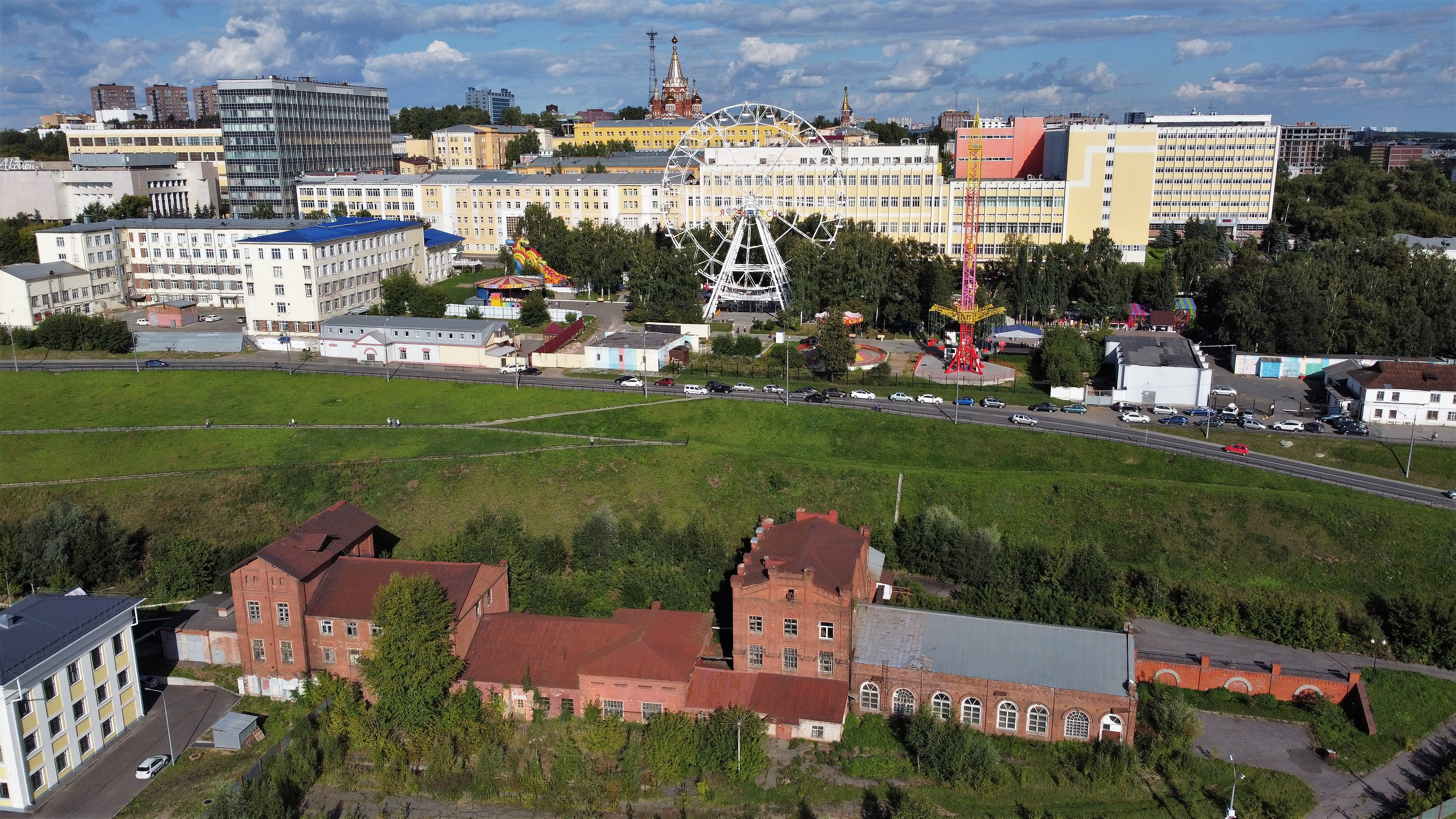
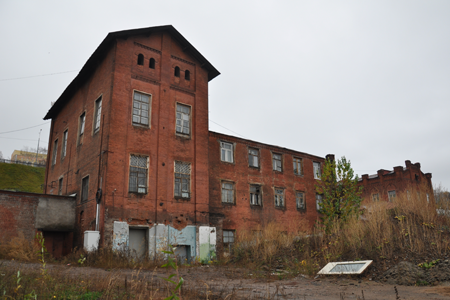
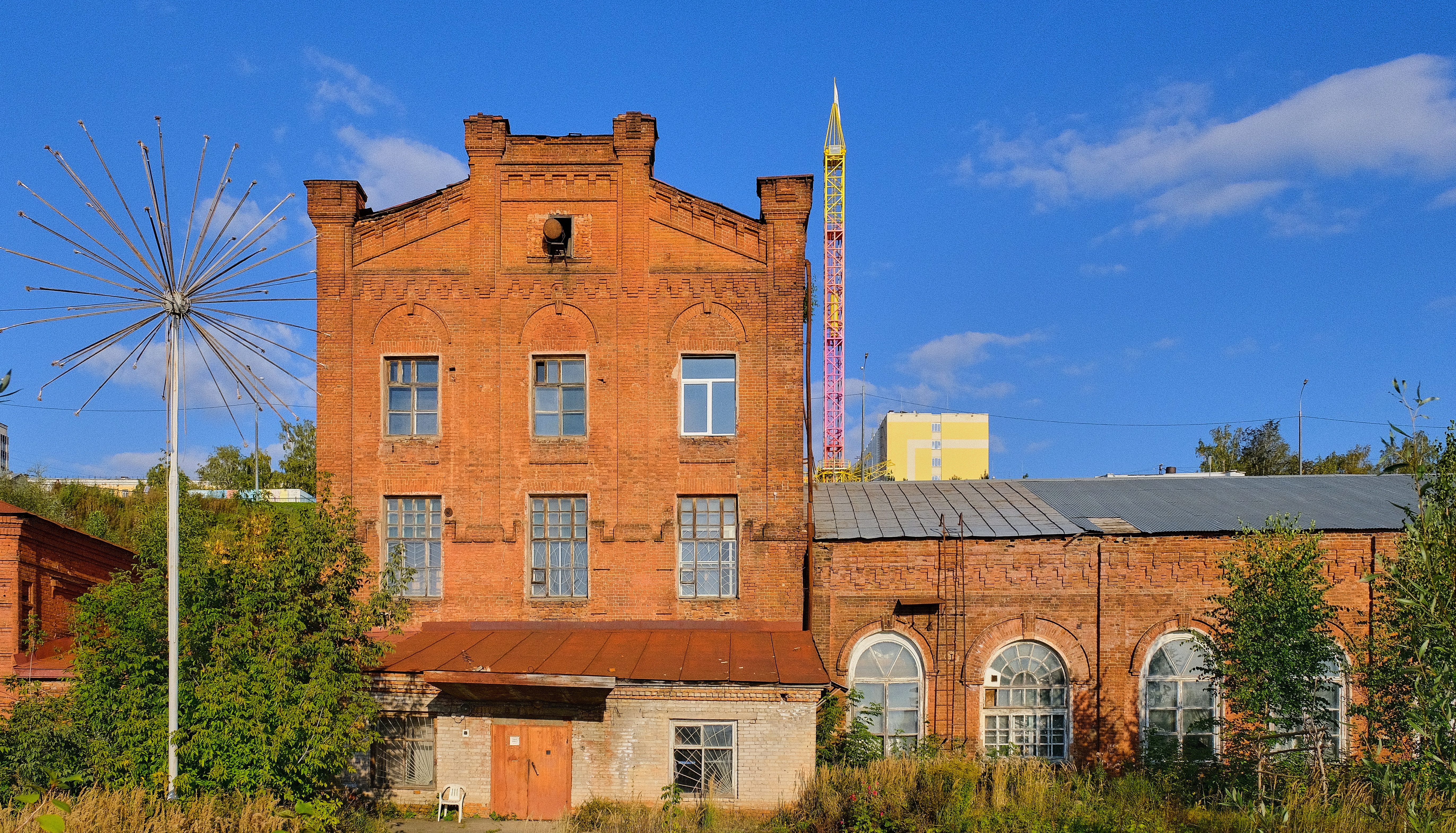
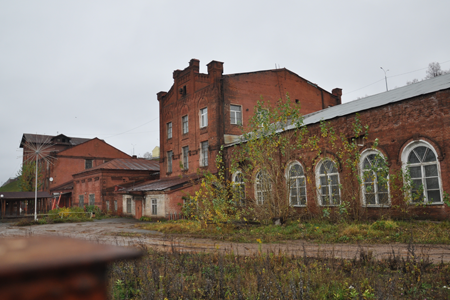
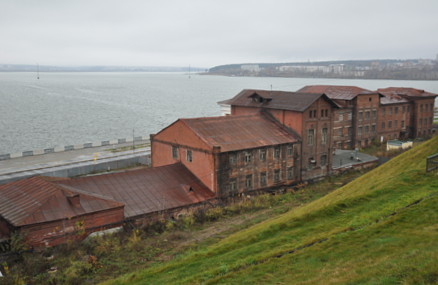
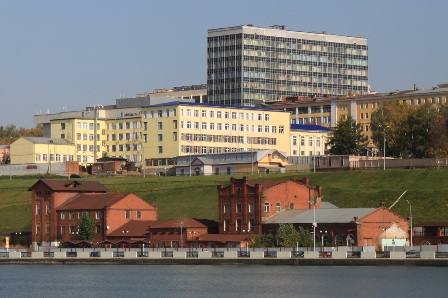
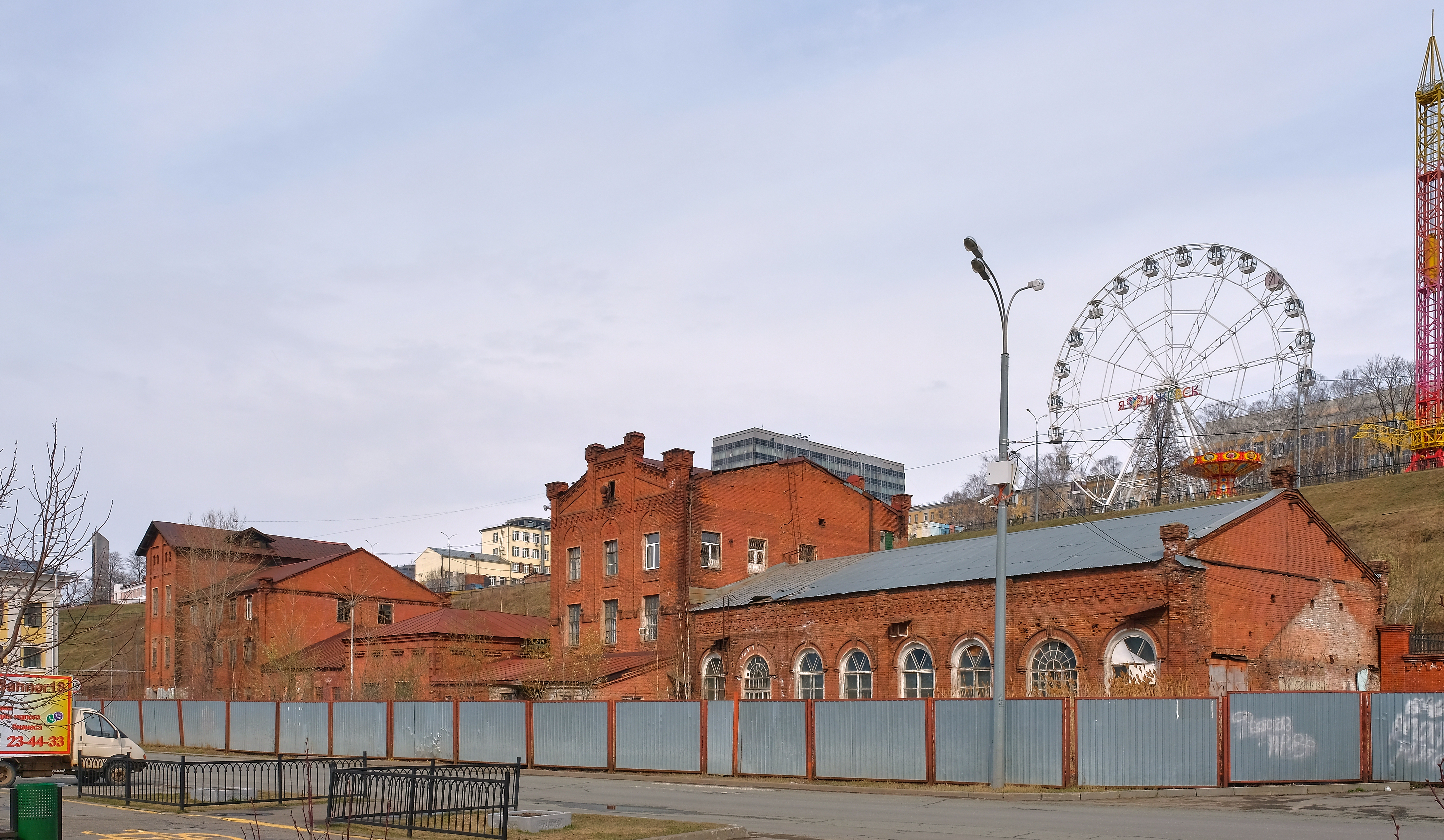